# نظرية رينولدز
رية رينولدز، وتحديداً نظرية نقل رينولدز (Reynolds Transport Theorem)، هي مفهوم أساسي في ميكانيكا الموائع يربط بين التغير في خاصية مائعة داخل نظام مغلق والتغير في نفس الخاصية داخل حجم تحكم محدد، مع الأخذ في الاعتبار التدفق عبر حدود هذا الحجم 

## ؟
معادلة رينولدز هي معادلة تفاضلية جزئية تصف تدفق طبقة رقيقة من مادة التشحيم بين سطحين. وهي مشتقة من معادلات نافييه-ستوكس، وهي إحدى المعادلات الأساسية في نظرية التشحيم الكلاسيكية .
في عام 1886، نشر البروفيسور أوزبورن رينولدز ورقته البحثية الشهيرة التي أدت إلى ولادة نظرية التزييت. لم يكتفِ بصياغة المعادلة الحاكمة التي تصف تدفق غشاء مادة التزييت، بل استنتج أيضًا العديد من الحلول التحليلية وطبق النظرية على سلسلة من التقارير حول تجارب الاحتكاك التي أجراها بوشامب تاور . درس تاور في تجاربه احتكاك المحامل. ووجد أن الضغط الهيدروديناميكي بلغ ذروته بشكل حاد خلف مركز التلامس وأن كفاءة مادة التزييت تعتمد على اللزوجة والسرعة وأبعاد المحمل. أي شخص مطلع على نظرية التزييت في الوقت الحاضر يعرف أن هذه هي أهم المعايير التي تؤثر على أداء التزييت. في ذلك الوقت لم يكن الأمر واضحًا وكان البروفيسور رينولدز أول من وضع نظرية لوصف هذه العلاقات. وفقًا لرينولدز، يتم "سحب" مادة التزييت إلى التلامس، مما يؤدي إلى تكوين غشاء يحمل الحمل المفروض على الأجسام. دمج أفكاره في صيغة رياضية تستند إلى معادلات نافييه-ستوكس المبسطة.
وُضعت عدة افتراضات أثناء عملية الاشتقاق، ولكن في السنوات الأخيرة، تم تخفيف بعضها، وتم استنباط معادلات رينولدز المعممة بأشكال مختلفة (انظر القسم أدناه). تُشكل معادلة رينولدز الأساس لأهم التطبيقات العملية لنظريات الهيدروديناميكية والمرونة الهيدروديناميكية للتزييت .
شرح نظرية رينولدز:
- الأنظمة والحجوم: في ميكانيكا الموائع، يمكن تحليل حركة الموائع من خلال نظام (مجموعة محددة من الجسيمات) أو من خلال حجم تحكم (منطقة محددة في الفضاء).
- الخاصية الكمية: تشير النظرية إلى خاصية مائعة قابلة للقياس (مثل الكتلة، الطاقة، الزخم) والتي يمكن أن تتغير بمرور الوقت داخل النظام أو الحجم.
- الارتباط بين النظام والحجم: تصف النظرية كيف تتغير الخاصية الكمية داخل النظام بمرور الوقت، وكيف تتغير نفس الخاصية داخل حجم التحكم، مع الأخذ في الاعتبار التدفق عبر حدود هذا الحجم.
- الاشتقاق الرياضي: يمكن التعبير عن النظرية بمعادلة رياضية تربط بين التغير الزمني للخاصية داخل النظام (باستخدام نهج لاغرانج) والتغير الزمني لنفس الخاصية داخل حجم التحكم (باستخدام نهج أويلر)، مع الأخذ في الاعتبار التدفق عبر الحدود.
- أهمية نظرية رينولدز:
  - التحليل الديناميكي: تسمح النظرية بتحليل حركة الموائع في مختلف التطبيقات الهندسية، مثل تصميم الأنابيب والمضخات والآلات الدوارة.
  - الربط بين الأساليب: توفر جسراً بين نهج الكتلة (الذي يتبع جسيمات المائع) ونهج الحجم (الذي يدرس تدفق المائع عبر منطقة محددة).
  - تبسيط المعادلات: تسهل النظرية تبسيط المعادلات التفاضلية التي تصف حركة الموائع، مما يجعلها أكثر قابلية للحل.

تطبيقات نظرية رينولدز:
- تصميم الأنابيب والمجاري المائية: يمكن استخدامها لتحليل تدفق الموائع داخل الأنابيب وتحديد فقدان الضغط.
- تصميم المضخات والتوربينات: تستخدم في تحليل حركة الموائع داخل المضخات والتوربينات لزيادة كفاءتها.
- تحليل حركة الطائرات والسفن: تساعد في دراسة تدفق الهواء حول الطائرات وتدفق الماء حول السفن.
- دراسة الظواهر الطبيعية: تستخدم في دراسة الظواهر الطبيعية مثل حركة التيارات المائية وحركة الهواء.